# Ignacio Prieto
Ignacio Prieto Urrejola (ur. 23 września 1943 w Santiago) – piłkarz chilijski grający podczas kariery na pozycji obrońcy.

## Kariera klubowa
Karierę piłkarską Ignacio Prieto rozpoczął w stołecznym Universidad Católica w 1962. Z Universidad Católica zdobył mistrzostwo Chile w 1966. W 1967 przeszedł do urugwajskiego Nacionalu Montevideo. Z Nacionalem trzykrotnie zdobył mistrzostwo Urugwaju w 1969, 1970 i 1971. Na arenie międzynarodowej zdobył Copa Libertadores 1971 (Prieto wystąpił w dwóch pierwszych meczach finałowych z Estudiantes La Plata. W 1971 przyjechał do Francji, gdzie został zawodnikiem Lille OSC.
W 1976 przeszedł do Stade Lavallois, z którego rok później powrócił do Universidad Católica, w którym w 1979 zakończył piłkarską karierę.

## Kariera reprezentacyjna
W reprezentacji Chile Prieto zadebiutował 15 kwietnia 1965 w wygranym 4-1 spotkaniu w Copa del Pacífico z Peru. 
W 1966 roku został powołany przez selekcjonera Luisa Álamosa do kadry na Mistrzostwa Świata w Anglii. Na Mundialu Prieto wystąpił we wszystkich trzech meczach z Włochami, KRLD i ZSRR.
W 1967 uczestniczył w turnieju Copa América, na którym Chile zdobyło brązowy medal. Na tym turnieju Prieto wystąpił we wszystkich siedmiu meczach z Kolumbią (bramka), Wenezuelą, Paragwajem, Urugwajem, Argentyną i Boliwią. Ostatni raz w reprezentacji Prieto wystąpił 6 marca 1977 w zremisowanym 1-1 meczu eliminacjach Mistrzostw Świata z Peru.
Od 1965 do 1977 roku rozegrał w kadrze narodowej 29 spotkań, w których zdobył 3 bramki.

## Kariera trenerska
Po zakończeniu kariery piłkarskiej Prieto został trenerem. Pracę trenerską rozpoczął w 1983 w Universidad Católica, który prowadził do 1989. W tym okresie zdobył on dwukrotnie mistrzostwo w 1984 i 1987 oraz Puchar Chile w 1983. W latach 1991–1992 Prieto pracował w Meksyku w Cruz Azul. W 1992-1993 ponownie trenował Universidad Católica. Ostatnim klubem, który trenował Prieto było CSD Colo-Colo. Z Colo-Colo zdobył Puchar Chile w 1994.